# Iliman Ndiaye
Iliman Cheikh Baroy Ndiaye (Rouen, 6 maart 2000) is een Senegalees voetballer die bij voorkeur als vleugelspeler speelt. Hij tekende in 2024 voor Everton. Ndiaye debuteerde in 2022 voor Senegal.

## Clubcarrière
Ndiaye maakte tijdens het seizoen 2022/23 veertien doelpunten in zesenveertig competitieduels voor Sheffield United. Hiermee verdiende hij in augustus 2023 een transfer naar Olympique Marseille. In juli 2024 tekende de Senegalees international een vijfjarig contract bij Everton.

## Interlandcarrière
Ndiaye nam met Senegal deel aan het WK 2022 in Qatar. In januari 2024 speelde hij mee op de Afrika Cup.